# Staurastrum punctulatum
Staurastrum punctulatum là một loài Song tinh tảo trong họ Desmidiaceae, thuộc chi Staurastrum.